# Unterseeboot type U 16
Le Unterseeboot type U 16 était une classe de sous-marins (Unterseeboot) construite en Allemagne pour la Kaiserliche Marine avant la Première Guerre mondiale.

## Conception
Le type U 16 ne comportait qu'un exemplaire unique: le  SM U-16, long de 57,70 m, large de 6 m (maître bau), haut de 7,25 m, était armé de 6 torpilles et d’un canon de 5 cm SK L/40 pour les attaques en surface.
Doté d'une autonomie de 4 500 milles, sa vitesse était de 15,6 nœuds en surface et de 10,7 nœuds sous l’eau. Il pouvait plonger à une profondeur de 50 mètres environ.
Ce U-Boot était manœuvré par 4 officiers et 25 membres d'équipage.
| Bateaux | Nbr | Chantier naval       | N° fabrique | Construction |
| ------- | --- | -------------------- | ----------- | ------------ |
| U-16    | 1   | Germaniawerft à Kiel | 157         | 1909-1911    |

## Liste des sous-marins type U 16
Un seul exemplaire de sous-marin de type U 16 a été construit.

- SM U-16

### Source de la traduction
- (en) Cet article est partiellement ou en totalité issu de l’article de Wikipédia en anglais intitulé « German Type U 16 submarine » (voir la liste des auteurs).